# .kn
.kn — в Інтернеті, національний домен верхнього рівня (ccTLD) для островів Сент-Кіттс і Невіс.

## Домени 2-го та 3-го рівнів
В цьому національному домені нараховується близько 14,400 вебсторінок (станом на січень 2007 року).
У наш час використовуються та приймають реєстрації доменів 3-го рівня такі доменні суфікси (відповідно, існують такі домени 2-го рівня):
| Суфікс  | Регламентовані користувачі                                            |
| .edu.kn | Наукові та дослідницькі установи, коледжі, університети або інститути |
| .gov.kn | Державні та урядові установи                                          |